# Blas de Otero
Blas de Otero (* 15. März 1916 in Bilbao; † 29. Juni 1979 in Madrid) war ein spanischer Lyriker.
Otero erhielt in seiner Jugend eine Ausbildung an einer Schule der Jesuiten und studierte Jura in Valladolid und Philosophie und Literatur in Madrid. Nach dem Spanischen Bürgerkrieg arbeitete er für kurze Zeit als Rechtsanwalt. Nach einer Reise nach Paris trat er 1951 in die Kommunistische Partei ein. In den nächsten Jahren lebte er längere Zeit in Frankreich und Kuba.
Blas de Otero wurde zum bedeutendsten Vertreter der spanischen poesía social.

## Poetische Phasen

### Religiöse Phase (bis 1950)
1935 war Blas de Otero mit 19 Jahren ein gläubiger und praktizierender Katholik. Dies hatte einen großen Einfluss auf seine Gedichte, die er bis 1950 schrieb. Neben religiösen Themen wie die Einheit zwischen Gott und Mensch spielte die Liebe ebenfalls eine wichtige Rolle. Blas de Otero behauptete, sie könnte zwar viel Freude bereiten, aber auch ein Grund zum Leiden sein.
Das einzige Werk dieser Etappe war Cántico espiritual (1942), mit dem er sich auf das gleichnamige Werk des Juan de la Cruz bezog.

### Existenzielle Phase (1950–1954)
In dieser Etappe veröffentlichte Blas de Otero die Gedichtbänder Ángel fieramente humano, Redoble de conciencia und Ancia.
Diese Phase war stark mit der Philosophie des Existentialismus verbunden. Dabei bezieht sich das lyrische Ich typischerweise auf den Lyriker und das lyrische Du auf Gott. Jedoch unterscheidet sich diese Phase von der religiösen darin, dass Blas de Otero den Glauben verlor.

### Gesellschaftliche Phase (1955–1964)
Spanien und die Gesellschaft sind die Hauptthemen, die bei Pido la paz y la palabra und Que trata de España zum Ausdruck kommen.

## Werke
- Cántico espiritual (1942)
- Ángel fieramente humano (1950)
- Redoble de conciencia (1951)
- Pido la paz y la palabra (1955)
- Ancia (1958)
- En castellano (1959)
- Esto no es un libro (1963)
- Que trata de España (1964)
- Mientras (1970)
- Expresión y reunión (1969)
- Verso y prosa (1974)
- Todos mis sonetos (1977)
- Poesía con nombres (1977)
- Viejo camarada (1978)